# Livshistorieteori
Livshistorieteori er en videnskabelig teori om biologisk evolution, der forsøger at forklare aspekter af organismers anatomi og adfærd i forhold til den måde at deres livshistorier, herunder deres reproduktive udvikling og adfærd, levetid og post-reproduktive adfærd, er blevet formet af naturlig selektion. Disse begivenheder navnlig ungdomsudvikling, alder for seksuel modenhed, første reproduktion, antal afkom og niveau af forældrenes investering i afkom, ældning og død afhænger af det fysiske og økologiske miljø af organismen. Organismer har udviklet sig et stort udvalg af livshistorier, fra laks, som producerer tusindvis af æg på én gang, og derefter dør, til mennesker, der producerer et par afkom i løbet af årtier. Teorien er afhængig af principperne bag evolutionær biologi og økologi, men den er også anvendt indenfor andre områder af videnskab.

## Livshistorieegenskaber
Livshistorieegenskaber er træk, der påvirker livshistorien af en organisme, og kan bedst blive forestillet som forskellige mængder af investeringer i vækst, reproduktion og overlevesesrate. Målet med livshistorieteori er at forstå variationen i sådanne livshistorie-strategier. Denne viden kan bruges til at konstruere modeller til at forudsige, hvilke former for træk vil blive begunstiget i forskellige miljøer. Uden begrænsninger af resurser, ville den højeste egnethed tilhøre en Darwinistisk dæmon, en hypotetisk organisme, for hvor kompromisser for egenskaber ikke eksisterer, og derved maksimere alle træk på engang. Denne hypotetiske organisme ville derved reproducere direkte efter at blive født, producere uendeligt mange afkom, og leve på ubestemt tid. Nøglen til livshistorieteori er, at der er begrænsede ressourcer til rådighed, og at fokusere på kun et par egenskaber er nødvendigt for at maksimere succes i et givent miljø.
Eksempler på nogle af de store egenskaber indenfor livshistorie omfatter:
- Alder ved første reproduktive begivenhed
- Reproduktiv tidsrum og aldring
- Antal og størrelse af afkom

Variationer i disse egenskaber afspejler forskellige tildelinger af enkeltes resurser (dvs. tid, kræfter og energiudgifter) til konkurrerende livsfunktioner. For et givent individ er de tilgængelige resurser i et bestemt miljø begrænsede. Tiden, arbejdet og energien, som anvendes til ét formål formindsker den tid, kræft og energi som er til rådighed for en anden.
F.eks har fugle med større kuld ikke råd til mere fremtrædende sekundære kønskarakterer. Livshistorieegenskaber vil i nogle tilfælde, ændres i henhold til befolkningstætheden, da genotyper med den højeste tilpasning ved høje befolkningstætheder ikke vil have den højeste tilpasning ved lavere befolkningstætheder. Andre betingelser, såsom stabiliteten af miljøet, vil føre til selektion for visse livshistorie træk. I ustabile miljøer vælger fluer både kortere livstider og højere frugtbarhed - i upålidelige forhold, er det bedre for en organisme at avle tidligt og rigeligt end at spille resurser for at fremme sin egen overlevelse. Biologiske afvejninger synes også at karakterisere livshistorier af virus, herunder bakteriofager.

### Reproduktiv værdi og omkostningerne ved reproduktion
Modellen for reproduktiv værdi afvejer mellem reproduktion, vækst og overlevelsesrate. En organismes reproduktive værdi (RV) er defineret som den forventede bidrag til befolkningen gennem både nuværende og fremtidige reproduktion:
RV = Nuværende reproduktion + Resterende reproduktive værdi
Den resterende reproduktive værdi repræsenterer en organismes fremtidige reproduktion gennem sin investering i vækst og overlevelsesrate. Hypotesen omkring omkostning af reproduktion forudsiger, at øgede investeringer i løbende reproduktion hindrer vækst og overlevelsesrate og reducerer fremtidig reproduktion, mens investeringer i vækst vil betale sig med højere frugtbarhed (antal afkom) og reproduktive begivenheder i fremtiden. Denne kompromis i forhold til omkostning af reproduktion påvirker store dele af egenskaberne af livshistorier. F.eks fandt en undersøgelse, at biller der havde afsat for mange resurser til løbende reproduktion også havde de korteste levetider. I deres levetid, havde de også de færreste reproduktive begivenheder og afkom, hvilket afspejler, hvordan overinvestering i løbende reproduktion mindsker den resterende reproduktive værdi.
Den tilhørende terminale investerings-hypotese beskriver et skift til aktuel reproduktion med højere alder. Ved tidlig alder, er den resterende reproduktive værdi typisk høj, og organismer bør investere i vækst for at øge reproduktion i en senere alder. Som organismer aldre, vil deres investering i vækst gradvist forøge den aktuelle reproduktion. Når en organisme bliver gammel og begynder at miste fysiologiske funktion, vil dødeligheden stige mens frugtbarheden falder. Denne biologiske aldring forskyder den reproduktive komprosis over for nuværende reproduktion: virkningerne af aldring og højere risiko for dødsfald gør nuværende reproduktion gunstigere. Den samme bille-undersøgelsen støttede også den terminale investerings hypotese: forfatterne fandt biller som avlede senere i livet også havde forøget størrelse af afkom, hvilket afspejler større investeringer i reproduktive begivenheder.

### r/K-selektion
Den selektion der bestemmer den reproduktive strategi, og derfor meget af livshistorien af en organisme kan forstås i form af r/K-selektion. Den centrale afvejning i livshistorieteorien er antallet af afkom i forhold til tidspunktet af reproduktion. Organismer, der er r-selektive har en høj vækstrate (r), og har tendens til at producere et stort antal afkom med minimal forældre-investering per afkom; deres livstider har også tendens til at være kortere. r-selektive organismer er velegnede til livet i et ustabilt miljø, fordi de reproducere tidligt og rigeligt og giver mulighed for en lav overlevelsesrate for afkommet. K-selektive organismer overleve nær bæreevne af deres miljø (K), producere et relativt lavt antal afkom over en længere tidsrum, og har høj forælderinvestering. De er mere velegnede til livet i et stabilt miljø, hvor de kan stole på en lang levetid og en lav dødelighed, der vil give dem mulighed for at reproducere flere gange med en høj overlevesesrate af afkom.
Nogle organismer, der er meget r-selektive reproducere kun en gang, før de dør. Disse organismers levetid er oftest kortvarige, ligesom enårige afgrøder. Dog har nogle af disse organismer en forholdsvis lang levetid, såsom den afrikanske blomst Lobelia telekii der bruger op til flere årtier på, at vokse en blomsterstand der kun blomstrer én gang før planten dør, eller den periodiske cikade som tilbringer 17 år som larve, før den er voksen. Organismer med længere livstider reproducere normalt mere end én gang i livet. Dog kan disse organismer være mere r-selektive end K-selektive, såsom en spurv, som føder flere kyllinger om året, men kun lever i et par år. Til sammenligning reproducer den omvandrende Albatrosse  først i tiårs-alderen og derefter avler hvert andet år i løbet af sin 40 års levetid.
r-selektive organismer oftest:
- modner hurtigt og har en tidlig alder af første reproduktion
- har en relativ kort levetid
- har et stort antal afkom på et tidspunkt, og få reproduktive begivenheder eller død efter første reproduktion
- har en høj dødelighed og en lav afkom overlevelsesrate
- har minimal yngelpleje / investering

K-selektive organismer oftest:
- modner langsommere og har en senere alder af første reproduktion
- har en længere levetid
- har få afkom på et tidspunkt og reproduktive begivenheder spredt ud over et længere tidsrum
- har en lav dødelighed og en høj overlevelsesrate af afkom
- har høj forældrene investering

### Determinanter for livshistorie
Mange faktorer kan bestemme udviklingen i en organismes livshistorie, især uforudsigeligheden af miljøet. En meget uforudsigeligt miljø, hvor resurser, farer, og konkurrenter er tilstede, vælger organismer at producerer mere afkom tidligere i deres liv, fordi det er aldrig sikkert, om de vil overleve til at reproducere igen. Dødelighed kan være den bedste indikator for en arts livshistorie: organismer med høj dødelighed er sædvanlig resultatet af et uforudsigeligt miljø. Disse modner typisk tidligere end arter med lav dødelighed, og føder flere børn ad gangen.  En meget uforudsigeligt miljø kan også føre til plasticitet, hvor individuelle organismer kan skifte langs spektret af r-selektive imod K-selektive livshistorier, der passer til miljøet. Livshistorieteori har givet nye perspektiver i at forstå mange aspekter af den menneskelige reproduktive adfærd, såsom forholdet mellem fattigdom og frugtbarhed.